# Antonio Tartaglia
Antonio Tartaglia, né le 13 janvier 1968 à Casalbordino, est un bobeur italien notamment champion olympique de bob à deux en 1998.

## Carrière
Pendant sa carrière, Antonio Tartaglia participe à quatre éditions des Jeux olympiques d'hiver et remporte une médaille. Aux Jeux d'hiver de 1998 à Nagano au Japon, il est sacré champion olympique de bob à deux avec Günther Huber, à égalité avec le bob Canada I. Tartaglia remporte également la médaille d'argent en bob à deux lors des championnats du monde de 1997.

## Palmarès

### Jeux Olympiques
- : médaillé d'or en bob à 2 aux JO 1998.

### Championnats monde
- : médaillé d'argent en bob à 2 aux championnats monde de 1997.